# Dení (langue)
Le dení est une langue arawane parlée dans l'État d'Amazonas au Brésil sur les rivières Purús et Juruá, en Amazonie.

## Classification
Le dení est une des six langues connues qui forment la famille arawane.

## Phonologie
Les tableaux présentent les phonèmes du dení.

### Voyelles
|         | Antérieure | Centrale | Postérieure |
| ------- | ---------- | -------- | ----------- |
| Fermée  | i [i]      |          |             |
| Moyenne |            |          | o [o]       |
| Ouverte |            | a [a]    |             |

### Consonnes
|              |              | Bilabiale | Dentale  | Vélaire | Glottale |
| ------------ | ------------ | --------- | -------- | ------- | -------- |
| Occlusive    | Sourde       | p [p]     | t [t]    | k [k]   |          |
| Occlusive    | Aspirée      | ph [pʰ]   | th [tʰ]  | kh [kʰ] |          |
| Occlusive    | Implosives   | b [ɓ]     | d [ɗ]    |         |          |
| Fricative    | Fricative    |           |          |         | h [h]    |
| Affriquée    | Sourde       |           | s [t͡s]   |         |          |
| Affriquée    | Aspirée      |           | sh [t͡sʰ] |         |          |
| Affriquée    | Sonore       |           | j [d͡z]   |         |          |
| Nasale       | Nasale       | m [m]     | n [n]    |         |          |
| liquide      | liquide      |           | r [r]    |         |          |
| Semi-voyelle | Semi-voyelle | w [w]     |          |         |          |